# Astiphromma nigrocoxatum
Astiphromma nigrocoxatum là một loài tò vò trong họ Ichneumonidae.